# Quisseque
Quisseque – miasto w Angoli, w prowincji Uíge.